# Пошта (оповідання)
«Пошта» (рос. Почта) — оповідання А. П. Чехова, вперше опубліковане у 1887 році.

## Історія публікації й критика
Оповідання А. П. Чехова «Пошта» написаний в 1887 році, вперше опублікований в 1887 році «Петербурзької газеті» № 252 від 14 вересня з підписом А. Чехонте, в 1890 році увійшов до збірки «Похмурі люди», зібрання творів А. Чехова, видаване А. Ф. Марксом.
За життя Чехова розповідь переводився на сербськохорватська і шведська мови.
Розповідь подобався письменнику А. В. Эртелю, який зазначав: «Нонешним влітку я мав нагоду познайомитися з книжкою його останніх оповідань, і, що Вам скажу, це великий талант. Мало того, в ньому є і серйозний зміст, хоча воно і не завжди уловливается казенною меркою „напряму“. Так, у багатьох оповіданнях останнього томика з такою силою вказана трагічна влада „дрібниць“ — „Почтальоне“, доктора, що дав ляпаса фельдшеру, — що, право, варто всякого напрямку». З цієї розповіді Ертель став високо цінувати А. П. Чехова як письменника.
Публіцист Н. К. Михайлівський посилаючись на розповідь, звертав увагу на байдужість Чехова, випадковість тим. Він писав: «Нікому, рішуче нікому ні тепла, ні радості, хоча саме в цьому оповіданні бубонці так мило пересміюються із дзвіночками».
Критик П. Краснов поява образу «похмурого людини» в оповіданні Чехова пояснював вульгарністю і нудьгою, що панують у суспільстві.
Ф. Пактовский писав, що оповіданні «Пошта» Чехів "змальовує важкі моменти життя тих людей, яким доля дала доля лише нужду, важку роботу за шматок хліба, але не дала надії на краще в їхньому становищі.

## Сюжет
Дія оповідання відбувається рано вранці взимку в міському поштовому відділенні. Листоноша Ігнатьєв збирається відвозити на станцію до потягу на конях поштові відправлення. Приймальник попросив прихопити на станцію по шляху задарма його племінника Михайло — студента. Листоноша погодився. Незважаючи на темряву, вони скочили на тарантас і поїхали. Дорога на станцію проходила через ліс.
По дорозі студент намагався завести розмову з листоношею, але марно. За містом з ними трапилася пригода. Тарантас несподівано підскочив, коні злякалися і понесли. Студент боляче вдарився, а листоноша і речі випали з тарантас. Виїхавши з лісу, трійка коней зупинилася. Ямщик завантажив випав валізу, листоноша сів на своє місце і вони знову поїхали на станцію.
Студент знову намагався розговорити листоноші, але той сказав: «Як ви любите говорити, їй-богу! Хіба не можете мовчки їхати?» Нарешті вони приїхали на станцію і стали чекати приїзду поштового поїзда.